# Unité urbaine du Rheu
L'unité urbaine du Rheu est une agglomération française au tissu urbain lâche centrée sur la commune du Rheu en Ille-et-Vilaine.

## Composition selon la délimitation de 2020
| Nom                    | Code Insee | Département     | Statut       | Superficie (km2) | Population (dernière pop. légale) | Densité (hab./km2) | Modifier                                    |
| ---------------------- | ---------- | --------------- | ------------ | ---------------- | --------------------------------- | ------------------ | ------------------------------------------- |
| Le Rheu (ville-centre) | 35240      | Ille-et-Vilaine | ville-centre | 18,89            | 9 823 (2022)                      | 520                | modifier les données · modifier les données |
| La Chapelle-Thouarault | 35065      | Ille-et-Vilaine | banlieue     | 7,64             | 2 266 (2022)                      | 297                | modifier les données · modifier les données |
| L'Hermitage            | 35131      | Ille-et-Vilaine | banlieue     | 6,83             | 4 683 (2022)                      | 686                | modifier les données · modifier les données |

## Évolution de la composition
- 1999 : 1 commune[1]
- 2010 : 4 communes
  - Absorption de l'unité urbaine de L'Hermitage et de la commune rurale de La Chapelle-Thouarault
  - Vezin-le-Coquet passe de l'unité urbaine de Rennes à celle du Rheu
- 2020 : 3 communes[2]
  - Vezin-le-Coquet repasse dans l'unité urbaine de Rennes